# Charles Harrelson
Charles Voyde Harrelson (* 23. Juli 1938 in Lovelady, Texas; † 15. März 2007 im Bundesgefängnis ADX Florence, Colorado) war ein US-amerikanischer Krimineller, der wegen des Mordes an John H. Wood Jr. verurteilt wurde, dem ersten amerikanischen Bundesrichter, der im 20. Jahrhundert ermordet wurde. Charles Harrelson war der Vater des Schauspielers Woody Harrelson.

## Biografie

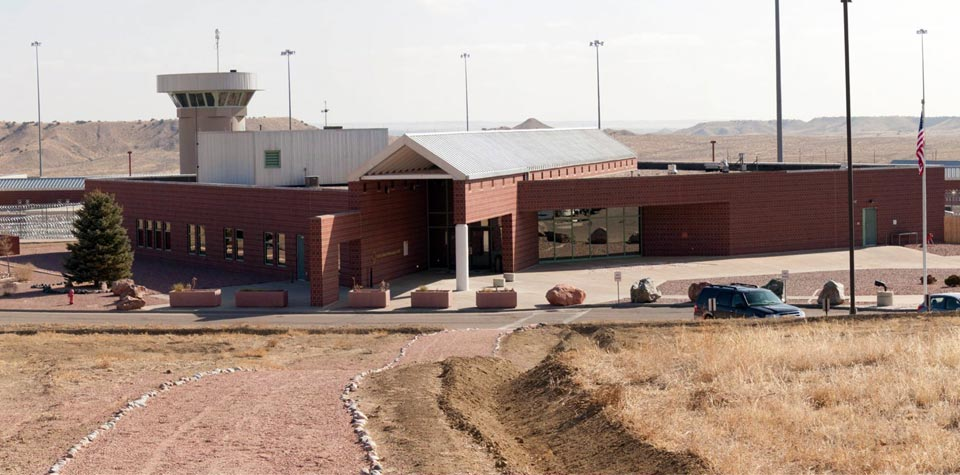
ADX Florence, wo Harrelson an einem Herzinfarkt verstarb

Charles Harrelson wurde am 23. Juli 1938 in Lovelady, Texas, als Sohn von Alma Lee (geb. Sparks) (1907–2002) und Voyde Harrelson (1901–1976) geboren. Er war viermal verheiratet: mit Nancy Hillman Harrelson, Diane Lou Oswald, Jo Ann Harrelson und Gina Adelle Foster. Harrelson arbeitete als Verkäufer von Enzyklopädien in Kalifornien und als professioneller Glücksspieler. Im Jahr 1960 wurde er wegen bewaffneten Raubüberfalls verurteilt.
Harrelsons Sohn, Woodrow Tracy (geboren am 23. Juli 1961), wurde später Fernseh- und Filmschauspieler. Laut Woody verschwand sein Vater 1968 aus dem Haus der Familie in Houston und überließ seiner Frau Diane die Erziehung von Woody und seinen beiden Brüdern. Woody verlor die Spur seines Vaters bis 1981, als Harrelsons Verhaftung wegen des Mordes an Richter Wood bekannt wurde. In einem Interview im November 1988 erzählte Woody, dass er seinen Vater regelmäßig in einem Bundesgefängnis besuchte, und sagte:

„Mein Vater ist einer der eloquentesten, kultiviertesten und reizvollsten Menschen, die ich je getroffen habe. Dennoch überlege ich jetzt, ob er meine Loyalität oder meine Freundschaft verdient hat. Ich sehe ihn eher als einen Freund denn als einen Vater.“

Harrelson wurde von Percy Foreman verteidigt und wegen des Mordes an Alan Harry Berg am 28. Mai 1968 verurteilt (er ist nicht verwandt mit dem Radio-DJ Alan Berg aus Denver, der später von weißen Rassisten ermordet wurde). Am 22. September 1970 wurde er von den Geschworenen in Angleton (Texas), freigesprochen. Der Bruder des Opfers, David Berg, erzählt den Mord in seinen Memoiren Run Brother Run.
Harrelson wurde 1968 für den Mord an Sam Degelia aus Hearne (Texas) als Auftragsmord verurteilt. Harrelson hatte 2000 Dollar für den Mord an Degelia, einem Getreidehändler und Vater von vier Kindern, der in McAllen (Texas) ermordet wurde, erhalten. 
Sein erstes Gerichtsverfahren endete mit einer festgefahrenen Beweisaufnahme, allerdings erhielt Pete Scamardo, der in diesem Fall ebenfalls vor Gericht stand, wegen Beihilfe zum Mord eine siebenjährige Bewährungsstrafe. Harrelson wurde 1973 erneut vor Gericht gestellt und zu 15 Jahren Gefängnis verurteilt. Im Jahr 1978 wurde er nach fünf Jahren Haft wegen guter Führung vorzeitig entlassen.
Kurz nachdem Harrelson 1978 auf Bewährung entlassen worden war, waren er und seine damalige Ehefrau, Jo Ann, in einen weiteren Mord verwickelt. Am 29. Mai 1979 wurde der US-Bezirksrichter John H. Wood Jr. auf dem Parkplatz seines Hauses in San Antonio (Texas) erschossen. Harrelson wurde für dieses Verbrechen verurteilt, für das er von dem Drogendealer Jamiel Chagra aus El Paso (Texas) angeheuert worden war. Wood, der wegen seines Rufs, lange Haftstrafen für Drogendelikte zu verhängen, den Spitznamen „Maximum John“ trägt, hatte ursprünglich geplant, Chagra am Tag seiner Ermordung vor Gericht zu stellen, doch der Prozess wurde verschoben. Harrelson wurde aufgrund eines anonymen Hinweises und der Aufzeichnung eines Gesprächs verhaftet, das während eines Besuchs von Joe Chagra bei seinem Bruder Jamiel Chagra im Gefängnis stattfand. Harrelson behauptete vor Gericht, dass er Richter Wood nicht getötet, sondern lediglich die Verantwortung für den Mord übernommen habe, um eine hohe Zahlung von Chagra zu erhalten. Im Jahr 2003 widerrief Chagra seine früheren Aussagen und behauptete, jemand anderes als Harrelson habe Richter Wood erschossen. Harrelsons Sohn Woody versuchte daraufhin, die Verurteilung seines Vaters aufzuheben, um eine Neuverhandlung zu erreichen, hatte aber keinen Erfolg. Chagra starb im Juli 2008 an Krebs.
Am 4. Juli 1995 versuchten Harrelson und zwei weitere Häftlinge, Gary Settle und Michael Rivers, mit einem Seil aus dem Bundesgefängnis von Atlanta zu fliehen. Vom Gefängnisturm feuerte man einen Warnschuss ab und das Trio ergab sich. Harrelson wurde anschließend in das Hochsicherheitsgefängnis ADX Florence in Florence (Colorado) gebracht. In einem Brief an einen Freund schrieb Harrelson, dass er sein Leben im Hochsicherheitsgefängnis genieße und schrieb, „ein Tag hat nicht genug Stunden für meine Bedürfnisse, wirklich.... Die Stille ist wunderbar“.
Am 15. März 2007 starb Harrelson im Alter von 68 Jahren in seiner Zelle an einem Herzinfarkt.

## Die Medien
Ein 10-Episoden-Podcast mit dem Titel Son of a Hitman wurde am 5. Mai 2020 von Spotify Studios in Zusammenarbeit mit Tradecraft Media und High Five Content veröffentlicht. Er wurde vom Journalisten Jason Cavanagh produziert und moderiert und untersucht die Rechtmäßigkeit der drei Mordanklagen, aufgrund derer Charles Harrelson vor Gericht stand, sowie die Theorie, dass er in die Ermordung von Präsident John F. Kennedy verwickelt war.